# Theodore Sider
Theodore (Ted) Sider är en amerikansk filosof som har specialiserat sig inom metafysik och språkfilosofi. 
Sider tog sin doktorsgrad från University of Massachusetts Amherst 1993, och har sedan dess publicerat tre böcker och 47 artiklar. Han har också gett ut en textbok i metafysik tillsammans med John Hawthorne och Dean Zimmerman. Han har haft uppdrag vid University of Rochester, Syracuse University, Rutgers University och New York University. För närvarande är han professor vid Sage School of Philosophy vid Cornell University.
Theodore Sider mottog 2003 års APA Book Prize för boken Four-Dimensionalism: An Ontology of Persistence and Time. En andra bok, Writing the Book of the World, publicerades 13 januari 2012 av Oxford University Press
Sider är en av de ledande figurerna i samtida metafysik.

## Verk
- Four-Dimensionalism: An Ontology of Persistence and Time (2001). Oxford University Press; Japanese (2007)  Shunjusha
- Riddles of Existence: A Guided Tour of Metaphysics (co-author Earl Conee) (2005). Oxford University Press; Japanese  (2009). Shunjusha; Portuguese (2010). Bizâncio
- Logic for Philosophy (2010). Oxford University Press
- Writing the Book of the World (2011). Oxford University Press[4]